# 布勒尼翁
布勒尼翁（法語：Breugnon，法語發音：[bʁœɲɔ̃]）是法国涅夫勒省的一个市镇，属于克拉姆西区。

## 地理
布勒尼翁（47°25'42"N, 3°27'8"E）面积13.35 平方千米，位于法国勃艮第-弗朗什-孔泰大區涅夫勒省，该省份为法国中部省份，北至约讷省，西北接卢瓦雷省，西接谢尔省，南至阿列省，东南接索恩-卢瓦尔省，东临科多尔省。
与布勒尼翁接壤的市镇（或旧市镇、城区）包括：瓦西、特吕西洛格约、科尔沃勒洛格约、圣皮埃尔迪蒙、瓦涅、里镇、克拉姆西。

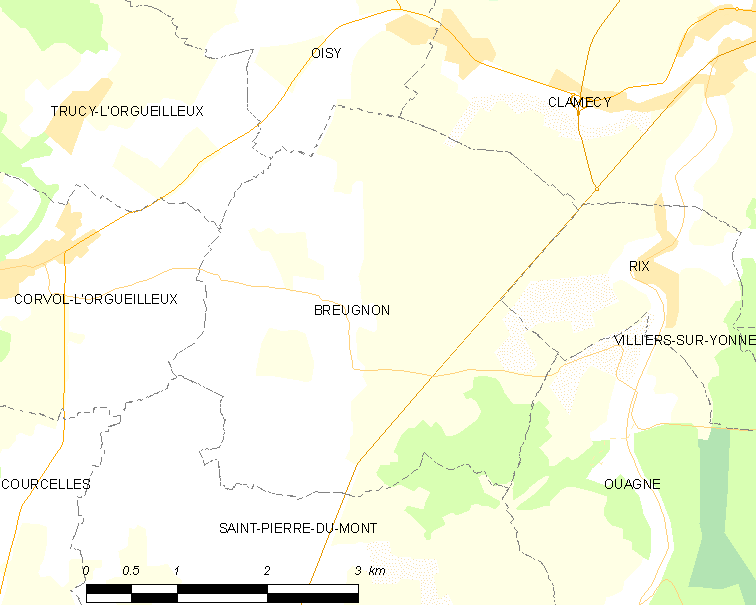
布勒尼翁的OSM定位图

布勒尼翁的时区为UTC+01:00、UTC+02:00（夏令时）。

## 行政
布勒尼翁的邮政编码为58460，INSEE市镇编码为58038。

## 政治
布勒尼翁所属的省级选区为克拉姆西县。

## 人口

1962-2008年间布勒尼翁人口变化图示

布勒尼翁于2022年1月1日时的人口数量为152人。